# Million Dead
Million Dead est un groupe de rock britannique créé en 2001.
Il est né de la participation commune de deux immigrés du Commonwealth (Australie) ayant pour seul et unique but de former un groupe : Cameron Dean à la guitare et Julia Ruzicka à la basse, à ces derniers s'ajoutèrent Ben Dawson à la batterie, et Frank Turner au micro, le groupe changea de line up, Cameron fut remplacé par Tom Fowler courant 2004, pour enfin cesser d'exister le 12 septembre 2005 pour des raisons diverses.

## Membres
- Frank Turner : chant
- Julia Ruzicka : Basse
- Ben Dawson : Batterie
- Cameron Dean puis Tom Fowler courant 2004 : Guitare

## Histoire
Formation du groupe à Londres mi-2001, le nom est tiré d'une chanson des suédois de Refused. La première démo étant écrite en septembre de cette même année ils se produisent partout en Grande-Bretagne, passant du label Integrity Records (en), le groupe enregistre son premier single chez Xtra Mile Recordings (en), Smiling At Strangers On trains, en février 2003.
2003 est aussi l'année où ils décident de sortir, en avril, leur premier album A Song To Ruin, les propulsant directement sur le devant de la scène anglaise. Les Kerrang Awards (du magazine Kerrang!) leurs décernent même le prix des « meilleurs nouveaux arrivants » pour leur single Breaking The Back.
Ils tournent de plus en plus avec Funeral For A Friend, avant d'être complètement découvert, avec leur single I Am The Party, listé "A" par MTV2.
2004 voit le départ marital [Quoi ?] de Cameron Dean, remplacé par Tom Fowler qui les accompagnera jusqu'à la fin.
Enfin 2005, voit le grand renouveau et la fin de l'ère Million Dead :
- mars, les deux premiers singles de Harmony No Harmony : After The Rush Hour et Living The Dream
- mai, Harmony No Harmony (en), leur second opus, est dans les bacs
- juillet, tournée européenne et américaine avec Finch
- août, annonce d'un Dvd
- 12 septembre, Million Dead, par lettre ouverte sur leur propre site, annonce la fin du groupe :

| En anglais sur le site : |
| --- |
| "Million Dead are breaking up. After four years and two albums, we have mutually decided that this is best thing to do. Irreconcilable differences within the band mean that it would be impossible to continue, and anyway, we’d rather leave a good-looking corpse. Our reasons are personal and assured. Therefore, the upcoming September tour will be our last. We’d like to express our deep gratitude to those who worked with and for us over the years, who had faith in us, and without whom we would never have got anywhere. We’d also like to thank all those who bought records, came to shows, and generally gave a shit. We’re still pleasantly surprised that anyone ever did. You will no doubt be hearing from some or all of us again at some point in the future." |

| Traduction : |
| --- |
| "Million Dead se sépare. Après quatre années et deux albums, nous avons décidés mutuellement que c'était la meilleure chose à faire. Des différences irréconciliables au sein du groupe signifient qu'il serait impossible de continuer et de toute façon, nous préférons laisser un beau "cadavre". Nos raisons sont personnelles et assurées. C'est pourquoi la tournée de septembre sera notre dernière. Nous voudrions exprimer notre profonde gratitude à ceux qui ont travaillé avec et pour nous durant ces années, qui avaient foi en nous, et sans qui nous ne serions pas allés bien loin. Nous voudrions aussi remercier ceux qui ont acheté nos albums et venaient aux représentations avec intérêt. Nous sommes toujours agréablement étonnés qu'il y en ait toujours eu. Vous recevrez sans doute des nouvelles de certains d'entre nous ou même de nous tous de nouveau dans le futur." |

## Style Musical
Punk hardcore diront certains, Emo poussé au Screamo diront d'autres, Million Dead n'a pas un style musical particulier, en effet, les mélanges de voix, de rythmes, de riffs bruyantes, d'instruments, ainsi que les textes écrits par Frank Turner en font un groupe à part entière. Certaines parties et sonorités de guitare rappellent Sonic Youth époque Daydream Nation.
On peut évoquer l'influence évidente du groupe [At The Drive In] et notamment de son album [Relationship Of Command].

## Discographie
- Song To Ruin (2003)
- Harmony No Harmony (2005)